# Allsvenskan i ishockey 1993
Allsvenskan i ishockey 1993 spelades mellan de två bästa lagen från respektive grundserie i Division I samt de två sämst placerade lagen i grundserien i Elitserien, sammanlagt tio lag. Allsvenskans två främsta lag gick vidare till den Allsvenska finalen, lag tre och fyra gick direkt till Playoff 3, lag 5–8 gick vidare till Playoff 2 medan de två sista lagen var färdigspelade för säsongen och kvalificerade för Division I nästa säsong.
Favoriterna var de båda elitserielagen Västra Frölunda (Göteborg) och AIK (Solna). Västra Frölunda, med tränaren Leif Boork, höll för favorittrycket och vann serien, men som finalmotståndare fick de ett annat Stockholmslag, nämligen Huddinge. AIK hade däremot problem. Tränaren Leif Holmgren fick gå under stor uppmärksamhet och den legendariske backen Börje Salming var skadad under större delen av seriespelet.
Bättre gick det för Umeålaget Björklöven under tränaren Hans "Virus" Lindberg som knep tredjeplatsen före AIK. Både AIK och Björklöven gick vidare till Playoff 3 och för Björklöven skulle det gå riktigt bra. 
Huddinge IK och AIK möttes för första gången någonsin i seriespel och Huddinge flyttade sin hemmamatch mot AIK till Globen och blev därmed lite otippat det första laget efter AIK och Djurgården att spela en hemmamatch där. 19 januari respektive 24 februari 1993 spelades de två första stockholmsderbyna i Globen mellan två andra lag än AIK och Djurgården - och fick de två dittills största publiksiffrorna någonsin i svensk seriehockey utanför högsta serien och SM. 25 år senare, är matcherna på plats fyra och sex i den listan.
I första derbyt tog Huddinge en jätteskalp och vann med 5–3 inför 12 487 åskådare, nytt publikrekord för klubben och just då nytt publikrekord för dåvarande allsvenskan efter jul, för näst högsta serien någonsin, och för all seriehockey i Sverige utanför högsta serien och SM. Men slogs i alla dessa sistnämnda bemärkelser av nästa möte AIK-Huddinge, 3–3 inför 13 124 åskådare.

## Tabell
| Nr | Lag                | S  | V  | O | F  | GM | IM  | MS  | P  |
| -- | ------------------ | -- | -- | - | -- | -- | --- | --- | -- |
| 1  | Västra Frölunda HC | 18 | 14 | 2 | 2  | 91 | 40  | +51 | 30 |
| 2  | Huddinge IK        | 18 | 12 | 3 | 3  | 74 | 42  | +32 | 27 |
| 3  | IF Björklöven      | 18 | 12 | 2 | 4  | 75 | 41  | +34 | 26 |
| 4  | AIK                | 18 | 10 | 4 | 4  | 77 | 57  | +20 | 24 |
| 5  | IF Troja-Ljungby   | 18 | 8  | 3 | 7  | 79 | 70  | +9  | 19 |
| 6  | Mora IK            | 18 | 7  | 2 | 9  | 64 | 65  | −1  | 16 |
| 7  | Örebro IK          | 18 | 3  | 8 | 7  | 63 | 60  | +3  | 14 |
| 8  | IK Vita Hästen     | 18 | 4  | 3 | 11 | 61 | 87  | −26 | 11 |
| 9  | Team Gävle HF      | 18 | 3  | 1 | 14 | 42 | 105 | −63 | 7  |
| 10 | Bodens IK          | 18 | 3  | 0 | 15 | 41 | 100 | −59 | 6  |

## Allsvenska finalen
Västra Frölundas rutin avgjorde finalen. Huddinge kunde stå emot i två perioder sedan spelade göteborgarna ganska överlägset och vann finalen och elitserieplatsen som stod på spel. Huddinge gick vidare till Kvalserien till Elitserien.
Liksom derbyt i Allsvenskan mot AIK flyttade Huddinge båda sina potentiella hemmamatcher i finalspelet till Globen och Hovet. Match 2 som under alla omständigheter skulle spelas spelades på Hovet, då Globen var upptagen av handbolls-VM. En eventuell fjärde match hade spelats i Globen torsdag 25 mars, en vecka efter match två. (De tre matcherna som blev av spelades tisdag 16/3, torsdag 18/3 och söndag 21/3.)
- Västra Frölunda HC–Huddinge IK 3–0 i matcher
  - Västra Frölunda HC–Huddinge IK 6–2 (1–1, 1–1, 4–0) publik 5 568
  - Huddinge IK–Västra Frölunda HC 2–5 (0–2, 0–2, 2–1) publik 3 087
  - Västra Frölunda HC–Huddinge IK 4–0 (1–0, 2–0, 1–0) publik 7 541